# سعد أكوزول
سعد أكوزول (10 أغسطس 1997) هو لاعب كرة قدم مغربي، يلعب في مركز قلب الدفاع لنادي أوكسير الفرنسي.

## مهنة النادي
لعب مع نادي الكوكب المراكشي، وظهر لأول مرة مع الفريق الأول في عام 2017. وفي 11 يوليو 2019، وقع عقدًا احترافيًا مع نادي ليل الفرنسي لمدة خمس سنوات. وفي 1 يوليو 2022، انضم إلى سوشو بصفقة مدتها ثلاث سنوات.

## مهنة دولية
استدعي للعب مع منتخب المغرب تحت 23 عاماً للعب في تصفيات كأس الأمم الأفريقية تحت 23 في مارس 2019.

## الانجازات
أوكسير
- الدوري الفرنسي 2: 2023–24.[5]

## روابط خارجية
- سعد أكوزول على موقع قاعدة بيانات كرة القدم.إي يو (الإنجليزية)
- سعد أكوزول على موقع Soccerway.com (الإنجليزية)
- سعد أكوزول على موقع عالم كرة القدم.نت (الإنجليزية)